# James Bruce (hrabia)
James Bruce, 8. hrabia Elgin i 12. hrabia Kincardine KT, GCB (ur. 20 lipca 1811, zm. 20 listopada 1863 w Dharamsala) – brytyjski arystokrata, polityk, dyplomata i administrator, m.in. gubernator generalny Brytyjskiej Kanady. Ponieważ jego posiadłości były silnie obciążone długiem jego ojca, większość życia spędził za granicą.

## Życiorys

### Wczesne lata życia
Był synem Thomasa Bruce’a, 7. hrabiego Elgin (znanego za sprawą rabunkowego wywozu z Grecji tzw. marmurów Elgina z ateńskiego Partenonu), i Elizabeth Oswald, córki J.T. Oswalda. Wykształcenie odebrał w Eton College oraz w Christ Church na Uniwersytecie Oksfordzkim. W latach 1841–1842 był deputowanym do Izby Gmin jako reprezentant okręgu Southampton z ramienia stronnictwa wigów. Po śmierci ojca w 1841 r. odziedziczył tytuł 8. hrabiego Elgin i zasiadł w Izbie Lordów. W latach 1847–1849 był kanclerzem King’s College. W latach 1859–1862 był rektorem Uniwersytetu Glasgow.

### Gubernator generalny Kanady
W latach 1842–1846 Elgin służył jako gubernator Jamajki. W 1847 r. mianowany został gubernatorem generalnym Prowincji Kanady. Jako gubernator prowadził politykę przeciwną do swych dwóch poprzedników, a zgodną z linią nakreśloną przez lorda Durhama, dwunastego gubernatora, a zarazem jego teścia. Elgin poparł reformatorów. Za jego urzędowania powrócił do władzy reformatorski rząd Baldwina-La Fontaine’a.
Gubernator zostawił rządowi wolną rękę w zarządzaniu kolonii, a sam się zajął nabrzmiałymi problemami ekonomicznymi pogrążającej się w kryzysie gospodarczym Kanady. Najpierw renegocjował bardzo niekorzystne dla Kanady porozumienia gospodarcze narzucone wcześniej przez rząd brytyjski. Następnie rozpoczął negocjacje z administracją USA, które doprowadziły do podpisania korzystnego dla obu stron traktatu handlowego w 1854 r. Tego samego roku powrócił do Anglii.

### Dalsze lata
W 1857 r. został Wysokim Komisarzem w Chinach. Na wschód przybył w końcowym okresie II wojny opiumowej. Podobnie jak ojciec okrył się niesławą jako europejski barbarzyńca i niszczyciel dzieł sztuki, gdy na jego rozkaz zniszczono Stary Pałac Letni pod Pekinem. W sierpniu 1858 r. podpisał trakatat z Japonią o przyjaźni i handlu. W latach 1859–1860 był poczmistrzem generalnym w liberalnym rządzie lorda Palmerstona. W 1862 r. został wicekrólem Indii. Zmarł podczas sprawowania urzędu.

## Rodzina
22 kwietnia 1841 r. poślubił Elizabeth Cumming-Bruce (zm. 7 lipca 1843), córkę Charlesa Cumminga-Bruce’a, i miał z nią córkę, lady Emmę Bruce (zm. 27 listopada 1923), żonę Thomasa Hovella-Thurlowa-Cumminga-Bruce’a, 5. barona Thurlow of Thurlow. Emma miała z nim jednego syna.
7 listopada 1846 r. poślubił lady Mary Lambton (zm. 9 marca 1898), córkę Johna Lambtona, 1. hrabiego Durham, i lady Louisy Grey, córki 2. hrabiego Grey. James i Mary mieli razem trzech synów:
- Victor Alexander Bruce (16 maja 1849 – 18 stycznia 1917), 9. hrabia Elgin
- Robert Preston Bruce (4 grudnia 1851 – 8 grudnia 1893)
- Frederick John Bruce (16 września 1854 – 26 stycznia 1920), ożenił się z Katherine Fernie, miał dzieci